# Sergei Michailowitsch Pintschuk

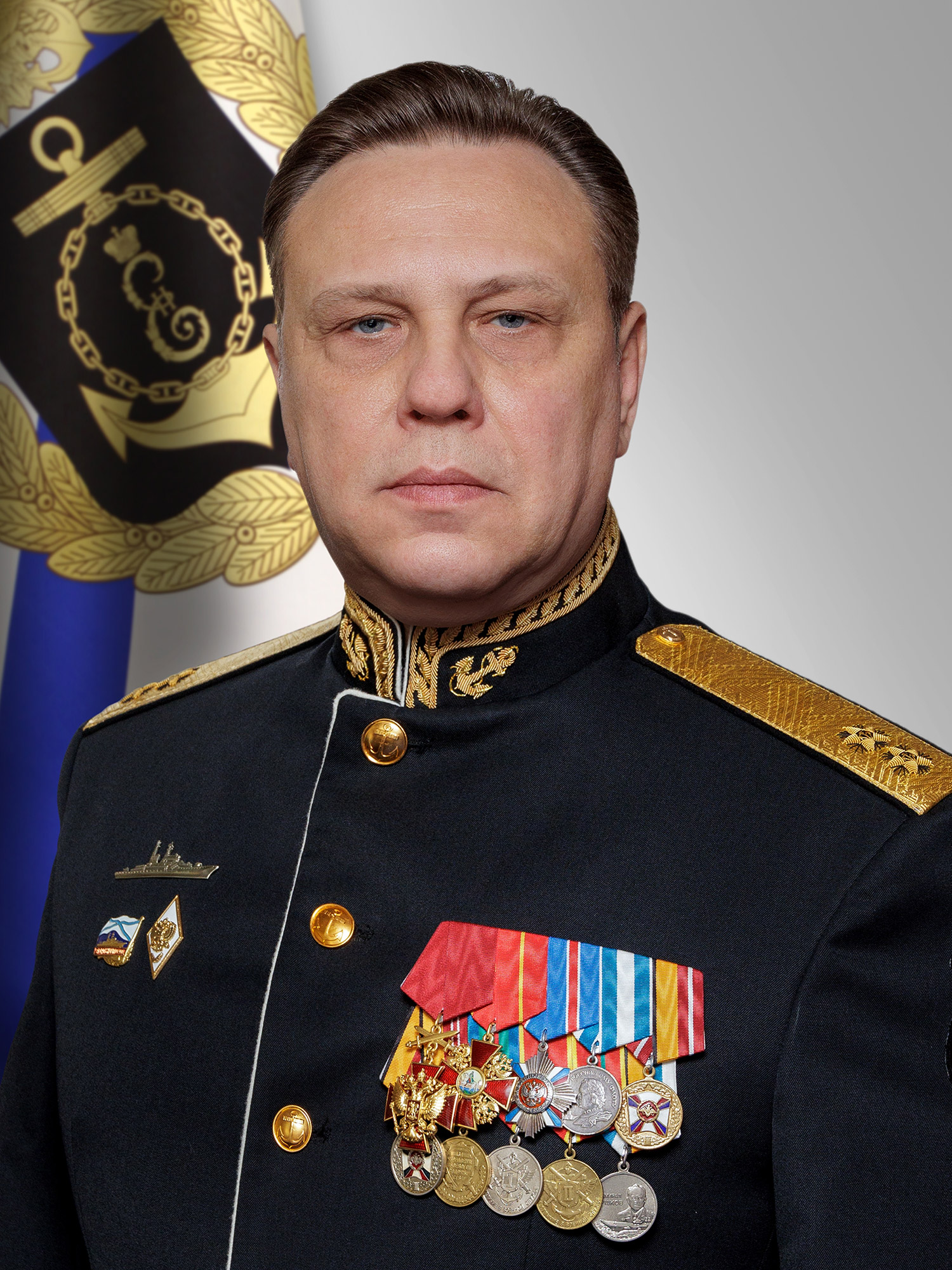
Sergei Pintschuk (2024)

Sergei Michailowitsch Pintschuk (russisch Сергей Михайлович Пинчук; * 26. Juli 1971 in Sewastopol, Ukrainische SSR) ist ein russischer Vizeadmiral und seit Februar 2024 Kommandeur der Schwarzmeerflotte. Von 2011 bis 2014 war er Kommandeur der Marinebasis Noworossijsk sowie von 2016 bis 2021 Kommandeur der Kaspischen Flottille.

## Leben
Pintschuk beendete 1988 die Leningrader Nachimow-Seekriegsschule und nahm anschließend ein Studium an der Schwarzmeer-Nachimow-Seekriegshochschule in Sewastopol auf, die er 1993 absolvierte. Er begann seine Offizierskarriere als Kommandeur einer Raketenbatterie des Artilleriegefechtsabschnitts (GA-2) auf dem Zerstörer Nastojtschiwy der Sowremenny-Klasse. Bis zum 19. Juli 2004 war er Erster Offizier des Kommandanten des Schiffes. 1999 absolvierte er höhere Speziallehrgänge für Marineoffiziere. Nach dem Besuch der Seekriegsakademie N. G. Kusnezow 2004 setzte er seinen Dienst in der Leningrader Marinebasis der Baltischen Flotte fort. 2007 wurde er Kommandeur der 105. Küstenschutzbrigade der Baltischen Flotte und Chef der Garnison Kronstadt. Ab Dezember 2010 fand er als Stabschef und 1. Stellvertreter des Kommandeurs der Leningrader Marinebasis Verwendung. Auf Erlass des Präsidenten der Russischen Föderation vom 22. Dezember 2011 wurde er als Kommandeur der Marinebasis Noworossijsk der Schwarzmeerflotte eingesetzt. Auf Erlass Nr. 101 des russischen Präsidenten vom 21. Februar 2014 erfolgte Pintschuks Ernennung zum Konteradmiral. Von September 2014 bis 2016 besuchte er die Militärakademie des Generalstabes der Russischen Streitkräfte in Moskau. Am 20. September 2016 wurde er auf Präsidentenerlass zum Kommandeur der Kaspischen Flottille berufen sowie am 18. Februar 2021 zum Vizeadmiral befördert. Am 9. Mai 2021 übernahm Pintschuk den Posten des Stellvertreters des Kommandeurs der Schwarzmeerflotte. Seine Ernennung zum Stabschef sowie 1. Stellvertreter des Kommandeurs der Schwarzmeerflotte erfolgte am 5. Oktober 2021. Nach mehreren erfolgreichen Angriffen der ukrainischen Streitkräfte während des Russisch-Ukrainischen Krieges folgte er Mitte Februar 2024 Wiktor Sokolow auf den Posten des Kommandeurs der Schwarzmeerflotte.
Sein Vater ist Konteradmiral Michail Pintschuk.

## EU-Sanktionen
Am 28. Februar 2022 setzte die Europäische Union ihn im Zusammenhang mit dem Überfall Russlands auf die Ukraine 2022 auf eine schwarze Liste.

## Auszeichnungen
- Orden für Militärische Verdienste (2009)
- weitere Medaillen